# یواس‌اس ولکان (ای‌سی-۵)
یواس‌اس ولکان (ای‌سی-۵) (به انگلیسی: USS Vulcan (AC-5)) یک کشتی بود که طول آن ۴۰۳ فوت (۱۲۳ متر) بود. این کشتی در سال ۱۹۰۹ ساخته شد.